# Ungarn im Zweiten Weltkrieg
Ungarn war im Zweiten Weltkrieg seit 1941 ein Verbündeter des nationalsozialistischen Deutschen Reiches.

Ungarn in Europa (1942)

## Geschichte

### Die Zwischenkriegszeit
Das Königreich Ungarn gehörte zu den Verlierern des Ersten Weltkriegs. Nach der Asternrevolution 1918 wurde Ungarn als eigenständiger Staat wiedererrichtet, zunächst als demokratische Republik unter Mihály Károlyi. Nach dem viermonatigen Intermezzo der Räterepublik im Jahre 1919 unter Béla Kun wurde Ungarn unter dem Horthy-Regime zu einem autoritär geführten konservativen Staat.
1920 verlor Ungarn im Friedensvertrag von Trianon über 70 Prozent seines Staatsgebietes, u. a. das Burgenland, die Slowakei, Siebenbürgen, Kroatien und Slawonien. Mehr als 3,5 Millionen seiner Staatsbürger gerieten dadurch unter die Herrschaft neu gebildeter Nachbarstaaten, es verblieben nur 8,6 Millionen im verkleinerten Staatsgebiet. Ungarn wurde wie Österreich als Nachfolgestaat der k. u. k. Monarchie zu Reparationen verpflichtet, die durch Zahlungen über einen Zeitraum von 33 Jahren geleistet werden sollten. Scharfe Restriktionen beschränkten die Stärke seiner Streitkräfte.
Die Rückgewinnung „Großungarns“ durch die Revision des Vertrages von Trianon wurde die Doktrin einer neuen Armee, der Königlich Ungarischen Honved. Sie ging auf die 4000 Offiziere zurück, mit denen Miklós Horthy, der letzte Oberbefehlshaber der k. u. k. Kriegsmarine, die Räterepublik beendet hatte. Antikommunismus wurde die zweite Doktrin der Armee. Ungarn blieb zwar formal noch Monarchie, wurde aber von Miklós Horthy als Reichsverweser regiert. Seit Beginn der 1930er Jahre suchte die Armee nach Möglichkeiten aufzurüsten.

### Verbündeter des nationalsozialistischen Deutschlands

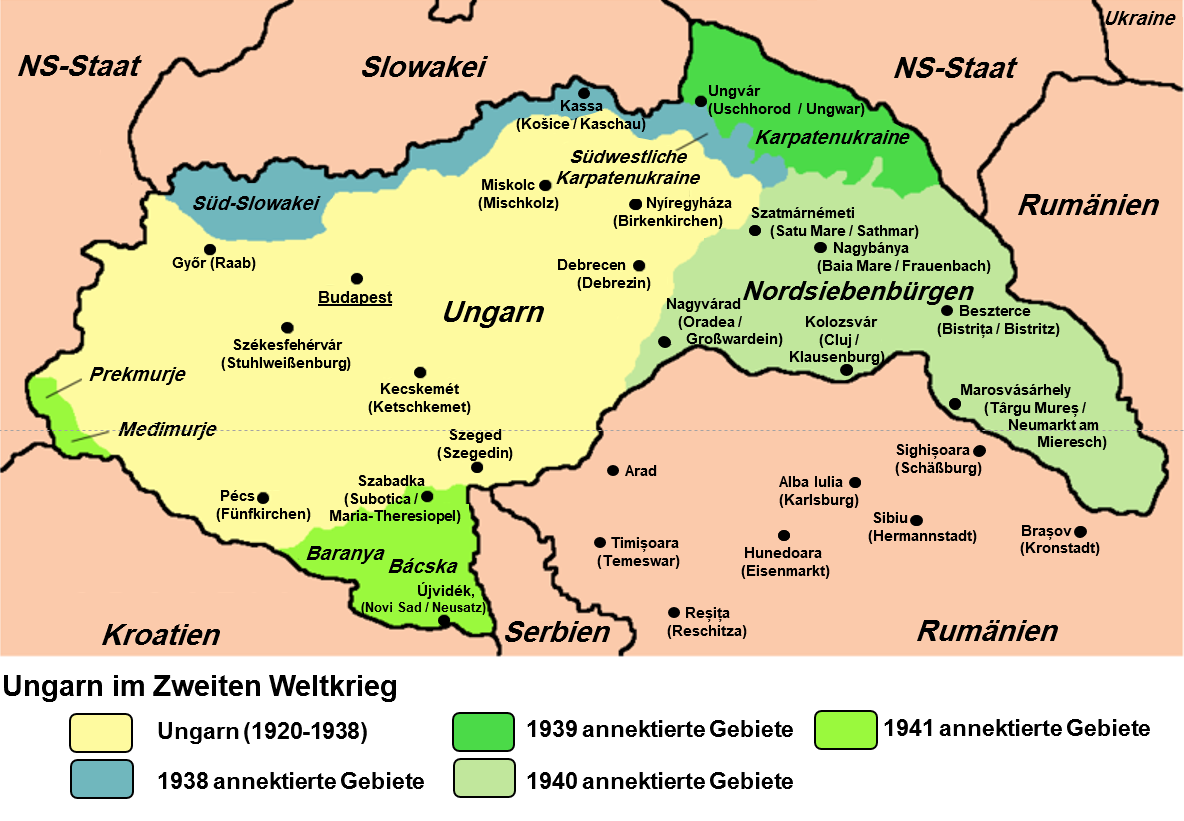
Territoriale Erwerbungen Ungarns 1938–1941

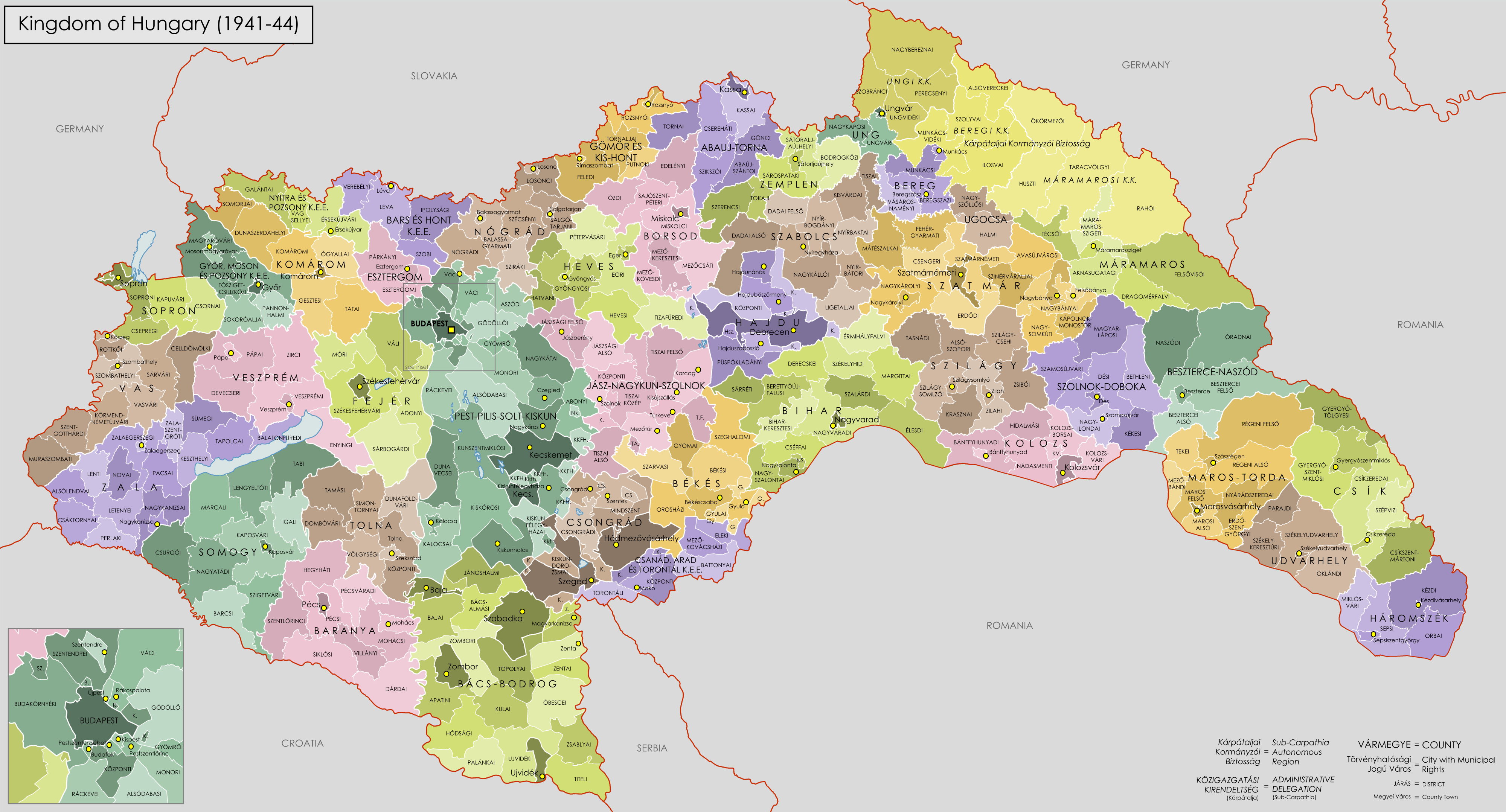
Administrative Gliederung Ungarns 1941–44

Ungarn sollte in der deutschen Außenpolitik nach dem Ersten Weltkrieg die Rolle eines „deutschfreundlichen Vorpostens“ in der weitgehend von Frankreich dominierten Region Südosteuropa spielen. Wirtschaftliche Verbindungen zu deutschen Industrie- und Bankunternehmen hatten Ungarn bis zum Ausbruch des Zweiten Weltkriegs auch politisch eng an Deutschland gebunden. Ursprüngliche Bedenken der Budapester Regierung, die sich vom Deutschen Reich nicht zu abhängig machen wollte, standen territorialen Ambitionen gegenüber. Führende Kräfte in Ungarn erhofften sich von einer engen Bindung an das Deutsche Reich die Revision des Friedensvertrages von Trianon. Im ersten Wiener Schiedsspruch 1938 wurden Gebiete mit ungarischer Bevölkerungsmehrheit in der Südslowakei und in der Karpatenukraine von der Tschecho-Slowakei abgetrennt und Ungarn zugesprochen. In der Folge des Slowakisch-Ungarischen Krieges gelangte Ungarn 1939 mit deutscher Hilfe zu weiteren Gebieten auf Kosten der Slowakei. Aufgrund des Hitler-Stalin-Paktes marschierte die Rote Armee in Ostpolen ein. In der Folge bekam Ungarn erstmals eine gemeinsame Grenze mit der Sowjetunion.
Seit dem Sommer 1940 spitzte sich durch die Gebietsforderungen Ungarns und Bulgariens gegenüber Rumänien die Lage zu. Im zweiten Wiener Schiedsspruch Deutschlands und Italiens vom 30. August 1940, dem sich Rumänien unterwarf, wurden Ungarns Gebietsansprüche teilweise befriedigt. Unter starkem deutschen Druck trat Ungarn am 20. November 1940, gefolgt von Rumänien und der Slowakei, dem Dreimächtepakt bei, der zwischen dem Deutschen Reich, Italien und Japan geschlossen worden war. Es folgten Bulgarien und Jugoslawien, dieses allerdings mit eingeschränkten militärischen Verpflichtungen. Damit befand sich Ungarn mit diesen Ländern in einem gemeinsamen Raum Südost an der Seite der Achsenmächte mit der Verpflichtung zum militärischen Beistand. Am 27. März wurde in Jugoslawien die Regierung, die sich Deutschland immer stärker angenähert hatte, gestürzt. Daraufhin begann das Deutsche Reich im April 1941 den Balkanfeldzug, dabei folgten der Wehrmacht italienische, bulgarische und auch ungarische Verbände. Ungarn annektierte Gebiete in Nordjugoslawien (Murgebiet, südliche Baranja, südliche Batschka), die 11.601 Quadratkilometer mit 1,145 Millionen Einwohnern umfassten.
Die deutsche Führung sah Ungarn zunächst nicht für eine Teilnahme am Krieg gegen die Sowjetunion vor. Hitler weihte Horthy am 24. April 1941 in seine diesbezüglichen Pläne ein. Daraufhin bildete sich in der Militärführung um Generalstabschef Henrik Werth eine Kriegspartei, die die Regierung zu einer Teilnahme am deutschen Angriff zu bewegen versuchte. Dies blieb zunächst vergeblich. Die Regierung ließ lediglich das VIII. Korps an der Grenze zur Sowjetunion verstärken und mehr militärische Aufklärung betreiben. Am 22. Juni wurden diese grenznahen Truppen in Absprache mit der deutschen Seite in erhöhte Bereitschaft versetzt. Am 27. Juni 1941 erklärte Ungarn nach einem vermutlich sowjetischen Bombenangriff auf Kassa der Sowjetunion den Krieg. 
Einer der Gründe für die Entsendung ungarischer Truppen an die Ostfront war der militante Antikommunismus der ungarischen Führung. Im August 1936 erklärte Horthy, dass es für die Menschheit kein Heil gebe, „solange der Soviet nicht erschlagen sei“. Und den deutschen Angriff am 22. Juni 1941 begrüßte Horthy, mit den Worten, das er „als alter Kreuzritter gegen den Bolschewismus“, diesen Tag „seit 22 Jahren“ herbeigesehnt habe, und noch nach Jahrhunderten „würde die Menschheit dem Führer für diese Tat danken“.
Am 29. Juni tauschten der ungarische Generalstab sowie die deutsche Heeresgruppe Süd und mehrere ihr unterstellte Verbände Verbindungsoffiziere aus. Zur Umsetzung der Kriegsbeteiligung wurde zum 30. Juni das ungarische VIII. Korps mit Hauptquartier in Kassa zur Karpatengruppe umformiert. Der Verband erhielt dazu neben seinen vorherigen Einheiten die 8. Grenzschutz-, die 1. Gebirgsbrigade und das I. bzw. „schnelle“ Korps (zwei motorisierte und eine Kavalleriebrigade, zusammen rund 44.000 Mann) unter Béla Miklós unterstellt. Die Karpetengruppe umfasste rund 93.000 Soldaten. Ungarn stellte damit nach Rumänien das zweitgrößte Kontingent deutsche Verbündeter an der Ostfront.
Die Karpatengruppe operierte vom 1. Juli 1941 an auf dem Gebiet der Sowjetunion. Obwohl es sich bei den eingesetzten Einheiten um die modernsten und am stärksten technisierten der ungarischen Armee handelte, war die Ausrüstung in der Regel der der sowjetischen Truppen unterlegen. Zudem hatte der Übergang zur Offensive kaum vorbereitet stattgefunden, so dass insbesondere die Marschkoordination mangelhaft blieb und praktisch keine eigenständigen Operationen möglich waren. Hitler forderte daraufhin in einem Schreiben an Horthy vom 2. Juli 1941 die Unterstellung der eingesetzten ungarischen Truppen unter die deutsche Heeresgruppe Süd. Horthy stimmte dem am 5. Juli zu. Am 9. Juli erreichten die Deutschen die Herauslösung des I. ungarischen Korps aus der Karpatengruppe und die direkte Unterstellung unter ihre Heeresgruppe Süd. Der ungarische Generalstab verlor damit die Kommandogewalt über diesen Verband.
Der ungarische Einsatz gegen die Sowjetunion war von Anfang an von inneren und äußeren Konflikten begleitet. So kam es zu teils gewaltsamen Auseinandersetzungen mit formal verbündeten rumänischen Soldaten. Ferenc Szombathelyi, der Kommandeur der Karpatengruppe, schätzte die Erfolgsaussichten des deutschen Ostfeldzugs wesentlich schlechter ein als die hohe Militärführung und warnte vor der militärischen Entblößung des Heimatlands zu Gunsten einer übermäßigen Unterstützung der Verbündeten. Teils weigerten sich Verbindungsoffiziere auch, Gesuche ungarischer Feldoffiziere an die Führung der deutschen Heeresgruppe weiterzugeben. Unter den Soldaten und auch den niedrigen Offiziersränge war die Motivation für die Teilnahme trotz einer weit verbreiteten antisowjetischen Einstellung gering.
Das I. ungarische Korps war im Juli 1941 als Teil der 17. deutschen Armee in schwere Kämpfe verwickelt: Es nahm an der Überwindung der in diesem Bereich stark befestigten Stalin-Linie teil, geriet mit seiner 2. motorisierten Brigade am 27. Juli in eine sowjetische Gegenoffensive und schlug mit seiner 1. Kavalleriebrigade einen sowjetischen Ausbruchsversuch im Rahmen der Kesselschlacht bei Uman zurück. Bis zum 10. Juli nahmen das I. Korps rund 25.000 Kriegsgefangene. Zahlen für den weiteren Verlauf der Offensive sind nicht mehr überliefert.
Der Rest der Karpatengruppe war dafür vorgesehen, das Gebiet hinter dem I., „schnellen“ Korps zu besetzen, rückwärtige Aufgaben zu übernehmen und eine Besatzungsverwaltung einzurichten. Die Einheiten waren aber nicht in der Lage, mit der schnell vorrückenden Front Schritt zu halten. Das I. Korps übernahm daraufhin rückwärtige Aufgaben selbst. Zusätzlich bestimmte die deutsche Heeresgruppenführung von Oktober 1941 an auch die 1. ungarische Kavalleriebrigade für rückwärtige Dienste.
Mitte August 1941 kam es angesichts der an Schwung verlierenden deutschen Offensive zu einem offenen Konflikt zwischen einer Gruppe um Werth, die eine stärkere Beteiligung Ungarns und eine Generalmobilmachung zu diesem Zweck forderte, und Befürwortern einer größeren Zurückhaltung um Szombathelyi. Letztere erhielten die Unterstützung der Regierung und aus dem Umfeld Horthys, so dass Werth am 5. September durch Szombathelyi als Generalstabschef ersetzt wurde. Wenige Tage später setzte die ungarische Seite in Rastenburg bei Verhandlungen mit der deutschen Führung den Abzug des gesamten ungarischen Kontingents durch. Im Gegenzug wurden vier andere Brigaden als Besatzungstruppen in der Sowjetunion angeboten. Formal begann die Zuführung der neuen ungarischen Truppen am 6. November 1941. Die ersten Rückkehrer des I. Korps erreichten am 24. November Ungarn. Bereits weit vorher hatte das I. Korps kaum noch an offensiven Handlungen teilgenommen, weil ein großer Teil seiner Fahrzeuge ausgefallen und seine Gesamtstärke auf dreieinhalb Bataillon zurückgegangen war. Im Korps alleine wurden 855 Gefallene, 277 Vermisste, 2288 Verwundete und 1000 Kranke gezählt. Das entsprach dem Verlust von rund einem Zehntel seiner Mannschaftsstärke.
Großbritannien erklärte am 7. Dezember 1941 Ungarn den Krieg. Im Rahmen seiner Bündnisverpflichtungen erklärte Ungarn am 12. Dezember 1941 den USA den Krieg. Die wirtschaftliche Abhängigkeit Ungarns von Deutschland wurde immer größer. Das Deutsche Reich nutzte alle militärischen und wirtschaftlichen Ressourcen Ungarns. Der Export nach Deutschland, der 1939 bei 50,4 Prozent der ungarischen Ausfuhr gelegen hatte, stieg auf 73,6 Prozent. Ungarn war auf dem Weg zum Vasallenstaat des „Großdeutschen Reichs“.
In den 1940er Jahren errichtete man an der Grenze zur Sowjetunion die Árpád-Linie.

### Als Besatzungstruppe im Ostfeldzug
Bereits in einer frühen Phase beteiligten sich die ungarischen Truppen an der Verfolgung von Juden in den von ihnen eroberten Gebieten. So deportierte die Karpatengruppe zwischen dem 15. Juli und dem 12. August 1941 aus dem von ihr kontrollierten Gebiet 19.426 Juden per LKW nach Galizien. Die meisten von ihnen wurden kurz darauf von deutschen Truppen im Massaker von Kamenez-Podolsk ermordet. Zudem kam es in dieser Phase zu Pogromen, denen rund 400 Juden zum Opfer fielen. Zum Teil arbeitete die ungarische Besatzungsverwaltung mit sich bildenden Selbstverwaltungsstrukturen und bewaffneten Gruppen nationalistischer Ukrainer zusammen, um die öffentliche Ordnung und das Alltagsleben des Gebiets aufrechtzuerhalten und zu kontrollieren. Die ungarische Militärverwaltung begann auch mit der Ausbeutung der Ölfelder in dem von ihr kontrollierten Teilen Galiziens, dem Abtransport von Erntegütern und der Beschlagnahmung von weiteren Wirtschaftsgütern. Darüber hinaus kam es zu unorganisierten Plünderungen und Gewalttaten gegen die Zivilbevölkerung durch einzelne ungarische Soldaten und Truppenteile. Die Bevölkerung, die die ungarischen Truppen zunächst zum Teil als Befreier von sowjetischer Herrschaft begrüßt hatte, nahm als Folge schnell eine weitgehend einheitliche ablehnende Haltung ein. Sämtliche Organisations- und Ausbeutungsbemühungen der Ungarn bleiben aber in den Anfängen stecken, weil im August die deutsche Verwaltung das galizische Grenzgebiet beanspruchte und übernahm.
Von Mitte August 1941 an wurden Teile der Karpatengruppe vom rückwärtigen Kommando der deutschen Heeresgruppe Süd als Besatzungstruppen verschiedener Gebiete eingesetzt, allerdings immer unter deutschem Kommando und nicht mehr in Form eines eigenständigen Besatzungsgebiets. Das betraf zunächst das Gebiet um Chmelnyzkyj und wurde im September um Hajssyn und ein Gebiet östlich von Uman ausgeweitet. Dabei verwaltete die 1. Gebirgsbrigade den westlichen und die 8. Grenzbrigade den östlichen Bereich dieser Zone. Im Oktober, kurz vor dem Eintreffen der regulären ungarischen Besatzungstruppen, wurde diese Zone nach Norden um Gebiete um Schytomyr und Berdytschiw ausgeweitet. Da zu diesem Zeitpunkt noch keine nennenswerte Partisanenbewegung bestand und die deutsche Militärverwaltung eigenmächtige Übergriffe unterband, kam es in dieser Phase kaum zu Gewaltakten ungarischer Truppen gegen die Zivilbevölkerung. Allerdings nahmen die deutschen Einsatzgruppen der Sicherheitspolizei und des SD ihre Mordaktionen auf. Es gibt jedoch Hinweise auf die völkerrechtswidrige Behandlung sowjetischer Kriegsgefangener auch durch ungarische Bewacher.
Später wurden neun ungarische Divisionen mit 90.000 Mann im rückwärtigen Gebiet der Heeresgruppe B und Heeresgruppe Mitte zur Partisanenbekämpfung eingesetzt. Sie waren in zwei Besatzungsgruppen eingeteilt, die „Besatzungsgruppe Ost“ kontrollierte das 300 Quadratkilometer umfassende Gebiet Kiew-Gomel-Sredina Buda-Priluki. Die „Besatzungsgruppe West“ sicherte die Bahnlinien zwischen Brest-Kolomea-Berditschew-Gomel.
Die ungarische Besatzungstruppe setzte als einziges Mittel gegen die sowjetischen Partisanen die Schaffung „Toter Zonen“ und schwerste Repressalien ein. Joseph Goebbels notierte im Mai 1942 in seinem Tagebuch:

„Wenn nämlich die Ungarn melden, daß sie ein Dorf ‚befriedet’ haben, ist meistens von dem Dorf wie von den Einwohnern nichts mehr vorhanden.“

### Besetzung Ungarns durch Deutschland
Die Begeisterung von Admiral Horthy für den Kriegszug gegen die Sowjetunion schwand so rasch dahin wie die Aussicht auf einen schnellen Sieg, und er suchte nach Wegen, unter Beibehaltung des mit deutscher Hilfe seit 1938 erheblich vergrößerten Territoriums aus dem Krieg auszusteigen. Nach der Schlacht von Stalingrad wurde die ungarische 2. Armee mit 200.000 Mann von der Roten Armee beim Frontdurchbruch der Roten Armee südlich von Woronesch eingekesselt, und der Regierung von Miklós Kállay wurde klar, dass Ungarn auf die Seite der Alliierten wechseln müsste. Im August 1943 nahmen Teile der ungarischen Regierung ersten Kontakt mit den Alliierten auf, was dem deutschen Geheimdienst bekannt wurde, ohne dass zunächst Gegenmaßnahmen ergriffen wurden. Die Situation änderte sich jedoch grundlegend nach der Schlacht bei Kursk und der alliierten Landung auf Sizilien (10. Juli 1943), die am 8. September 1943 mit dem Waffenstillstand Italiens zum Bruch der Achse Berlin-Rom führte. Deutschland war entschlossen, ein „zweites Italien“ zu verhindern. Unter dem Decknamen „Margarethe“ wurden seit September 1943 die Operationspläne ausgearbeitet, am 19. März 1944 fielen aus den Räumen Belgrad, Zagreb, Wien und Krakau acht Divisionen in Ungarn ein. Die bewaffneten Kräfte Ungarns leisteten sporadischen Widerstand, Horthy blieb als Staatsoberhaupt im Amt. Am 23. März 1944 wurde eine neue deutschfreundliche Regierung unter Ministerpräsident Döme Sztójay gebildet, die ihre Weisungen aus Deutschland erhielt. Ungarn wurde gezwungen, den Krieg mit verstärkten Anstrengungen fortzusetzen. Deutschland verzichtete auf eine eigene Militärverwaltung in Ungarn, installierte aber einen Okkupations-Apparat mit dem Bevollmächtigten des Großdeutschen Reiches, Edmund Veesenmayer, an der Spitze. Außerdem gehörten Vertreter der obersten Reichsbehörden, vor allem der Wirtschafts- und Rüstungsressorts dazu, außerdem ein eigener Höherer SS- und Polizeiführer. Für neue ungarische Divisionen sollte der General der Infanterie Hans von Greiffenberg sorgen.
Am 3. April 1944 flog die USAAF einen Tagangriff gegen Budapest,
ihm folgte bald ein Nachtangriff der Royal Air Force (RAF).
In der Nacht vom 5./6. Mai flog die RAF einen weiteren Angriff; er zielte auf Bahngelände in Budapest.
Nach der Invasion begann eine große Verhaftungswelle. Die ersten Festnahmen führten noch die ca. 500–600 Kräfte von Sipo und SD aus, die unter der Leitung von SS-Obergruppenführer Ernst Kaltenbrunner, Chef des RSHA, standen. Danach wurde die innere Sicherheit und die Bekämpfung der vor allem in den Grenzkomitaten aktiven Partisanenbewegung der „gesäuberten“ ungarischen Verwaltung übertragen. Drei Viertel der nun folgenden Verhaftungen erfolgten wegen kommunistischer Betätigung. Ab Herbst 1944 richtete sich der Terror gegen die ungarischen Soldaten, die sich in immer größerer Zahl, häufig in geschlossenen Einheiten, dem Waffendienst für die Deutschen entzogen. Drakonische Strafen, einschließlich Sippenhaft, sollten den Zerfall der ungarischen Kollaborationsarmee aufhalten. Nach Schätzung deutscher Behörden kämpften bis Anfang 1945 etwa 200.000 Ungarn auf der Gegenseite.
Im August 1944 begann die Rote Armee ihren Angriff auf Rumänien, und nach der Schlacht von Jassy-Kischinew änderte sich die Lage dramatisch. Nach einem Staatsstreich wechselte Rumänien die Seiten und erklärte Deutschland den Krieg. Am 14. September begann die Rote Armee die Belgrader Operation (bis 24. November 1944); dabei besetzten sie Bulgarien ohne auf Widerstand zu stoßen.
Am 15. Oktober, nachdem das deutsche „Unternehmen Panzerfaust“ unter Führung von Otto Skorzeny Horthys gleichnamigen Sohn Miklós Horthy jr. (1907–1993) entführt hatte, proklamierte der Reichsverweser über den Rundfunk (Magyar Rádió), er habe für Ungarn um Waffenstillstand gebeten. Die Pfeilkreuzler setzten Horthy daraufhin ab. Er wurde zum Widerruf gezwungen und nach Deutschland verbracht. Die Pfeilkreuzler, eine faschistische Bewegung, übernahmen die Macht (gestützt auf Truppen der Wehrmacht); Ferenc Szálasi wurde neuer Ministerpräsident. Der ungarische Staatsapparat wurde beibehalten. Wegen der nahenden Front wurde die Zahl der in Ungarn stationierten Wehrmachtsoldaten erhöht. Sie wurden der Heeresgruppe Süd unterstellt.

### Die Ermordung der ungarischen Juden
Nach einer Phase der materiellen Ausbeutung unter Miklós Kállay kam es 1944 zu einer nächsten Phase der Verfolgung. Mit den deutschen Invasionstruppen kam ein 200 Mann starkes Sondereinsatzkommando des RSHA unter Führung von SS-Obersturmbannführer Adolf Eichmann mit dem Auftrag, die „Endlösung“ einzuleiten und die Durchführung durch die ungarischen Behörden zu überwachen. Die deutschen Schätzungen gingen von etwa einer Million Juden aus. Die Stufen der Endlösung, wie sie von den ungarischen Behörden durchgeführt werden sollten, waren Erfassung, Kennzeichnung, Entrechtung, Ghettoisierung, Zwangsarbeit, Enteignung und Deportation.
Ungarn wurde am 19. März 1944 von deutschen Truppen besetzt („Operation Margarethe“). Am 23. März 1944 wurde danach eine neue Regierung unter Ministerpräsident Döme Sztójay gebildet. Bald wurden die jüdischen Ungarn mit 107 Gesetzen vollständig entrechtet. Am 16. April 1944 begann die Ghettoisierung; elf Tage später begannen unter der Leitung von Adolf Eichmann am 27. April die massenhaften Deportationen nach Auschwitz. Die Gefangensetzung in Ghettos und Lagern wurde von der ungarischen Gendarmerie durchgeführt.
Ab dem 15. Mai kamen während der sogenannten „Ungarn-Aktion“ täglich mehr als 10.000 Menschen vornehmlich ins KZ Auschwitz-Birkenau, wo die Mehrzahl sofort in die Gaskammern getrieben wurden. 150.000 arbeitsfähige jüdische Männer kamen in Arbeitskommandos, wo das Prinzip „Vernichtung durch Arbeit“ galt. Nachdem unter anderem der schwedische König Gustav V., der Vatikan und das Internationale Komitee vom Roten Kreuz (IKRK), ungarische protestantische Bischöfe sowie der ungarische Primas Serédi die Einstellung der Deportationen gefordert hatten, wurde der Abtransport der letzten etwa 200.000 Budapester Juden zum Monatsanfang Juli 1944 von Horthy unterbunden und am 9. Juli vorläufig eingestellt. Nach dem Zusammenbruch der Heeresgruppe Mitte in der sowjetischen Sommeroffensive („Operation Bagration“) und dem Durchbruch der in Nordfrankreich am 6. Juni 1944 gelandeten Alliierten versuchte Horthy, die weitere Kollaboration bei der Vernichtung der jüdischen Landesbewohner zu verweigern. Er ersetzte die Regierung Sztójay durch General Géza Lakatos. Bis dahin waren nach einem Telegramm Edmund Veesenmayers vom 11. Juli innerhalb von zwei Monaten 437.402 Juden deportiert worden.
Im Rahmen des Porajmos wurden auch in Ungarn Sinti und Roma verfolgt und ermordet. Verlässliche Angaben über die Zahl der Opfer gibt es nicht, sie schwanken zwischen 5.000 und 70.000.
Nach der Machtübernahme der Pfeilkreuzler gingen die Deportationen in kleinerem Umfang weiter, mangels Transportmitteln vielfach in Form von Fußtrecks in Richtung österreichische Grenze. Für Zehntausende wurden diese zu Todesmärschen.
Auch im Budapester Ghetto starben Zehntausende infolge der unerträglichen Lebensbedingungen und der Pogrome der Pfeilkreuzler.
Die Bemühungen neutraler Staaten zur Rettung von Budapester Juden erwiesen sich als erfolgreich. Bis Ende Oktober 1944 stellte der salvadorianische Konsulatssekretär George Mandel-Mantello über 1600 Schutzpässe aus. Weitere Tausende von Schutzbriefen wurden von den Schweizer Diplomaten Carl Lutz, Harald Feller und Friedrich Born, dem schwedischen Diplomaten Raoul Wallenberg, dem spanischen Diplomaten Ángel Sanz Briz, seinem Stellvertreter Giorgio Perlasca und dem Apostolischen Nuntius Angelo Rotta ausgestellt; diese Diplomaten wurden alle von der israelischen Institution Yad Vashem als Gerechte unter den Völkern ausgezeichnet. Von den 825.000 Menschen, die in Ungarn innerhalb der Grenzen von 1941 bis 1945 lebten und als Juden angesehen wurden, starben im Holocaust etwa 565.000 (68,5 %), die übrigen 260.000 überlebten die Kriegsjahre.

### Die deutsche Minderheit in Ungarn
1944 lebten etwa 700.000 Menschen deutscher Nationalität in Ungarn, die Ungarndeutschen. Das waren etwa 4,8 Prozent der Bevölkerung. Sie waren in wesentlich geringerem Umfang nationalsozialistisch gesinnt als die deutsche Bevölkerung der jugoslawischen und rumänischen Gebiete, die Ungarn annektiert hatte. Der Führung des Volksbundes der Deutschen in Ungarn folgten nur etwa 40 Prozent der Ungarndeutschen. Hauptaufgabe der Volksgruppenführung war die Rekrutierung von Soldaten für die Waffen-SS. Unter großen Repressalien wurden seit 1941 etwa 120.000 Deutsche aus Ungarn für die Waffen-SS rekrutiert.

## Das Vorrücken der Roten Armee

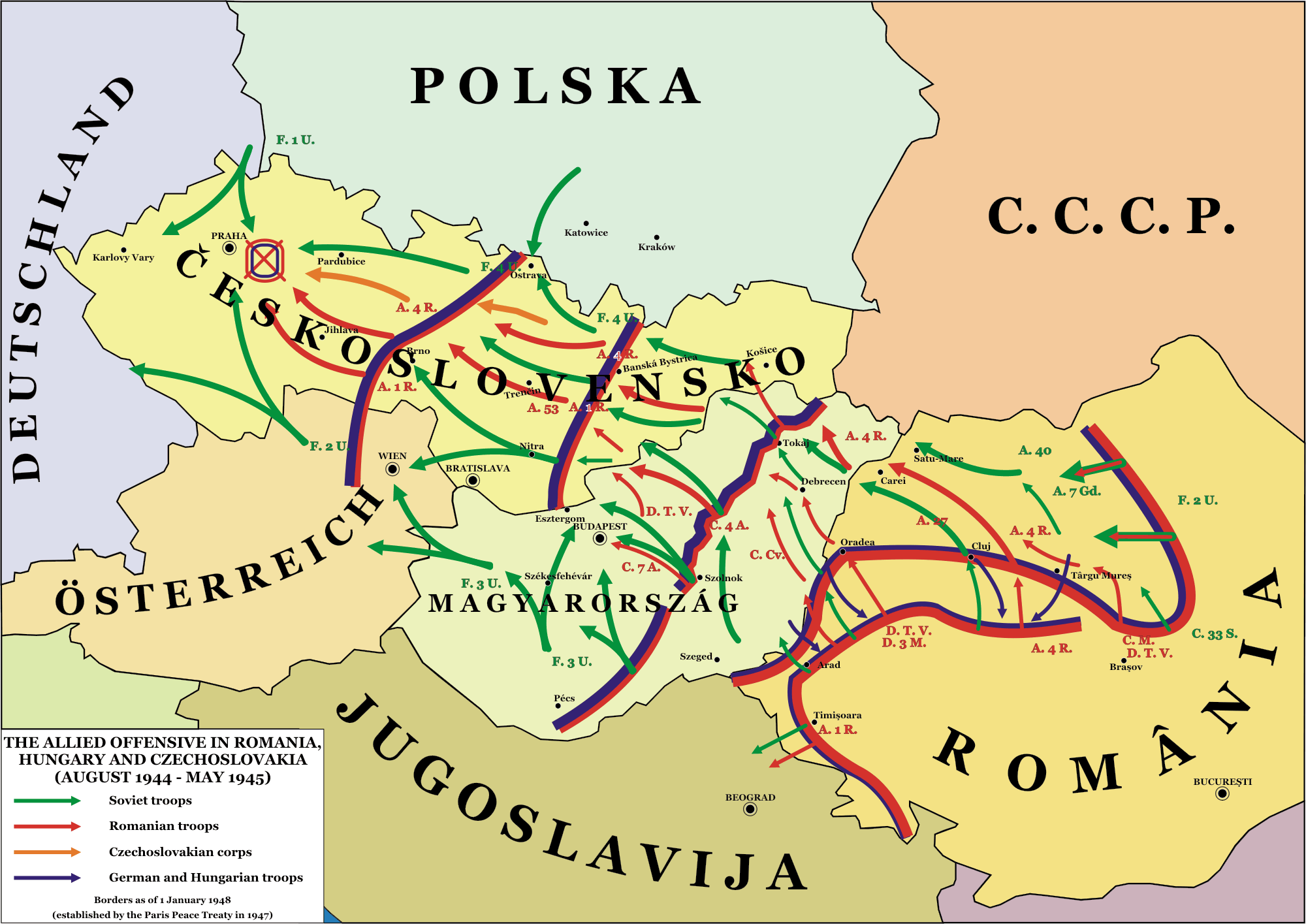
Vorrücken der Roten Armee 1944/45

Die Rote Armee besetzte Ungarn seit Ende September 1944 schrittweise. Deutsche Besatzungstruppen und ungarische Kollaborateure leisteten den sowjetischen Truppen beim Kampf um Ungarn über ein halbes Jahr noch Widerstand. Ende 1944 waren sie bis in den westlichen Teil Südungarns eingebrochen, hatten im Norden den Plattensee erreicht und Budapest eingeschlossen und belagert. Das bedeutete den Verlust der Eisenerzgruben, der Stahl- und Hüttenwerke, der größten Elektrizitätswerke, der Kohlen- und Bauxitgruben für die deutsche Rüstungswirtschaft. Von den dreizehn ungarischen Raffinerien arbeiteten nach Luftangriffen nur noch drei Werke. Die im feindfreien Gebiet verbliebenen Industrieanlagen und Wirtschaftsgüter Ungarns wurde nun ins Reich verlagert. Im Dezember 1944 wurde die Ungarische Nationalbank verlagert: 51 Eisenbahnwagen mit Gold, Silber, Noten und Wertpapieren wurden abtransportiert. Das Gold ging nach Österreich, 110 Tonnen Silber ins Altreich.
1944 wurde Budapest durch angloamerikanische Bombenangriffe teilweise beschädigt. Die stärksten Zerstörungen der Hauptstadt erfolgten jedoch durch die von Ende Dezember 1944 bis Anfang Februar 1945, 102 Tage andauernde Einschließung und Belagerung Budapests durch sowjetische Streitkräfte sowie durch die eingeschlossenen deutschen und ungarischen Truppen, die bei ihrem Rückzug auf die Budaer Seite des Kessels auch sämtliche Brücken über die Donau sprengten. 38.000 Budapester Zivilisten starben während der Belagerung. Das Budapester Ghetto wurde am 18. Januar 1945 von der Roten Armee befreit. Die letzten Kampfhandlungen auf ungarischem Staatsgebiet endeten am 4. April 1945; einige ungarische Einheiten kämpften bis Anfang Mai auch in Österreich und Bayern weiter.
Bereits am 22. Dezember 1944 bildete sich im sowjetisch besetzten Debrecen eine provisorische Regierung der Ungarischen Nationalen Unabhängigkeitsfront, unter Ministerpräsident Béla Dálnoki-Miklós, welche am 31. Dezember Deutschland den Krieg erklärte und am 20. Januar 1945 einen Waffenstillstand mit den Alliierten schloss.
Krieg und Besetzung hatten Ungarn große Verluste an Menschen gekostet, außer den fast 500.000 Juden noch weitere 600.000 Menschen. Das war mehr als 18 Prozent der Vorkriegsbevölkerung. Auch die wirtschaftlichen Folgen waren katastrophal. 60 Prozent des Viehbestandes, der landwirtschaftlichen Maschinen und Geräte waren
zerstört, ein Viertel der Maschinen und Ausrüstungen der Industrie, fast alle Kraftfahrzeuge und fast das gesamte rollende Material der Eisenbahnen.
Auf der Pariser Friedenskonferenz von 1946 musste Ungarn alle Territorien, die es seit 1938 zurückgewonnen hatte, wieder abtreten. Darüber hinaus forderte die Tschechoslowakei als alliierte Siegermacht die Vergrößerung des sogenannten Bratislavaer Brückenkopfes um weitere fünf ungarische Gemeinden. Die Gemeinden Oroszvár, Horvátjárfalu und Dunacsúny kamen am 15. Oktober 1947 zur Tschechoslowakei, Rajka und Bezenye verblieben bei Ungarn.

## Dokumentation und Erforschung der Verbrechen
In Budapest gibt es vier Orte, an denen die Shoah mit unterschiedlichen Schwerpunkten dokumentiert und erforscht wird:
- seit 2004 das Holocaust-Dokumentationszentrum (Holokauszt Emlékközpont)
- die schon zuvor eingerichtete Abteilung zur Geschichte Ungarns während des Zweiten Weltkriegs im Budapester Historischen Museum
- das Jüdische Museum bei der Großen Synagoge in der Dohány utca
- die Gedenkstätte im Haus des Terrors, dem ehemaligen Sitz der Pfeilkreuzler

Anfang der 2000er Jahre, fast 60 Jahre nach den Ereignissen, wurden Archivalien in russischen Archiven zur Belagerung und Eroberung Budapests vom Oktober 1944 bis zum Februar 1945 und zu den dabei verübten Verbrechen an den damals 800.000 in der Stadt lebenden Zivilisten freigegeben.

## Film
- James Moll: Die letzten Tage. USA, 90 Min, Holocaust-Dokumentation, 1998. (Oscar 1999 für den Besten Dokumentarfilm; Interviews mit fünf Überlebenden).